# 金苹果 (神话)
金苹果是在民俗或童话中出现的元素。诸多故事中，都有这样一个情节：英雄（如赫拉克勒斯、法特弗鲁莫斯）取回被可怕的对手藏匿或盗走的金苹果。在爱尔兰神话的记述中，凯尔特异界的银枝上，也生长着金苹果。

## 希腊神话
共有三个希腊神话提到了金苹果。

### 阿塔兰忒和希波墨涅斯

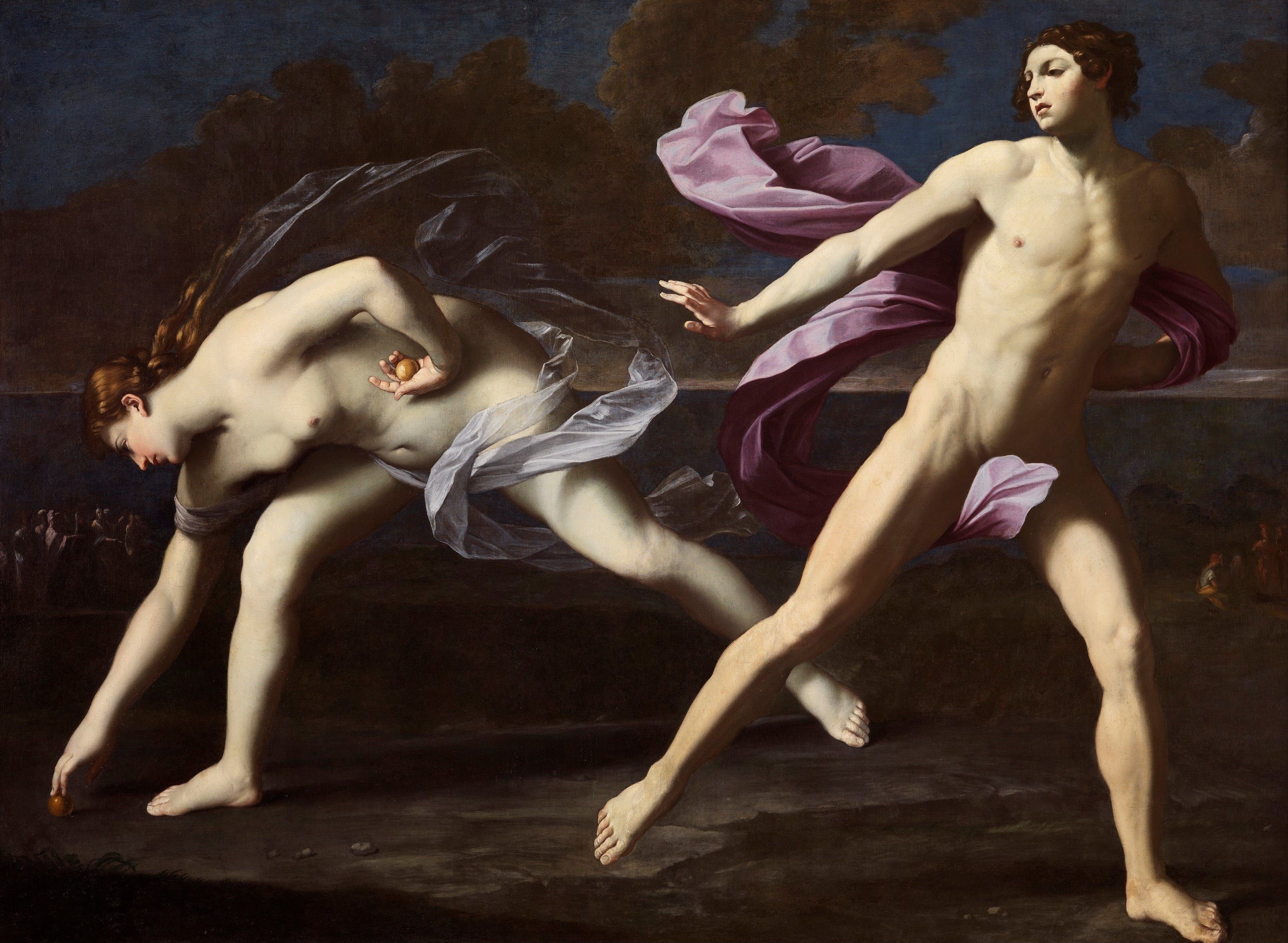
吉多·雷尼画作：《阿塔兰忒和希波墨涅斯》

一位名叫阿塔兰忒的女猎人与一位叫希波墨涅斯（别称梅拉尼翁）的追求者赛跑，比赛中，希波墨涅斯用金苹果分散阿塔兰忒的注意力，并借此赢得了比赛。
阿塔兰忒在婴儿时期就被父亲遗弃。但她长大后，成为了一名经验丰富的猎人，在卡吕冬狩猎中的优秀表现广受赞誉。她的父亲遂再次声称她是自己的女儿，并希望将她嫁出去。然而，有预言称婚姻将为她带来不幸，阿塔兰忒因而并不愿结婚。由于阿塔兰忒貌美，她的追求者甚众，阿塔兰忒最终同意结婚，但条件是追求者必须在赛跑中赢过她；但若落败于她，则会被处死。阿塔兰忒极擅长跑步，前来挑战的追求者统统失败，并被杀死。

阿塔兰忒的追求者希波墨涅斯意识到，若公平竞争，自己必定跑不过阿塔兰忒，遂向美神阿佛洛狄忒祈求帮助。女神给了他三个金苹果，让他在比赛时分别丢掉，以分散阿塔兰忒的注意力。比赛时，阿塔兰忒果然在奔跑中停下来捡拾金苹果。希波墨涅斯丢掉了所有的金苹果、拼尽全力奔跑，最终成功赢得了比赛，也赢得了阿塔兰忒。
后来，他们有了一个儿子帕特诺帕奥斯 ，他是攻打底比斯的七英雄之一。但他们的婚姻以不幸告终：一次他们在宙斯的一座神殿里发生性行为，冒犯了宙斯，宙斯将二人变成了狮子作为惩罚（希腊人认为狮子无法其他的狮子交配，只能与豹子交配）。

### 帕里斯与特洛伊战争

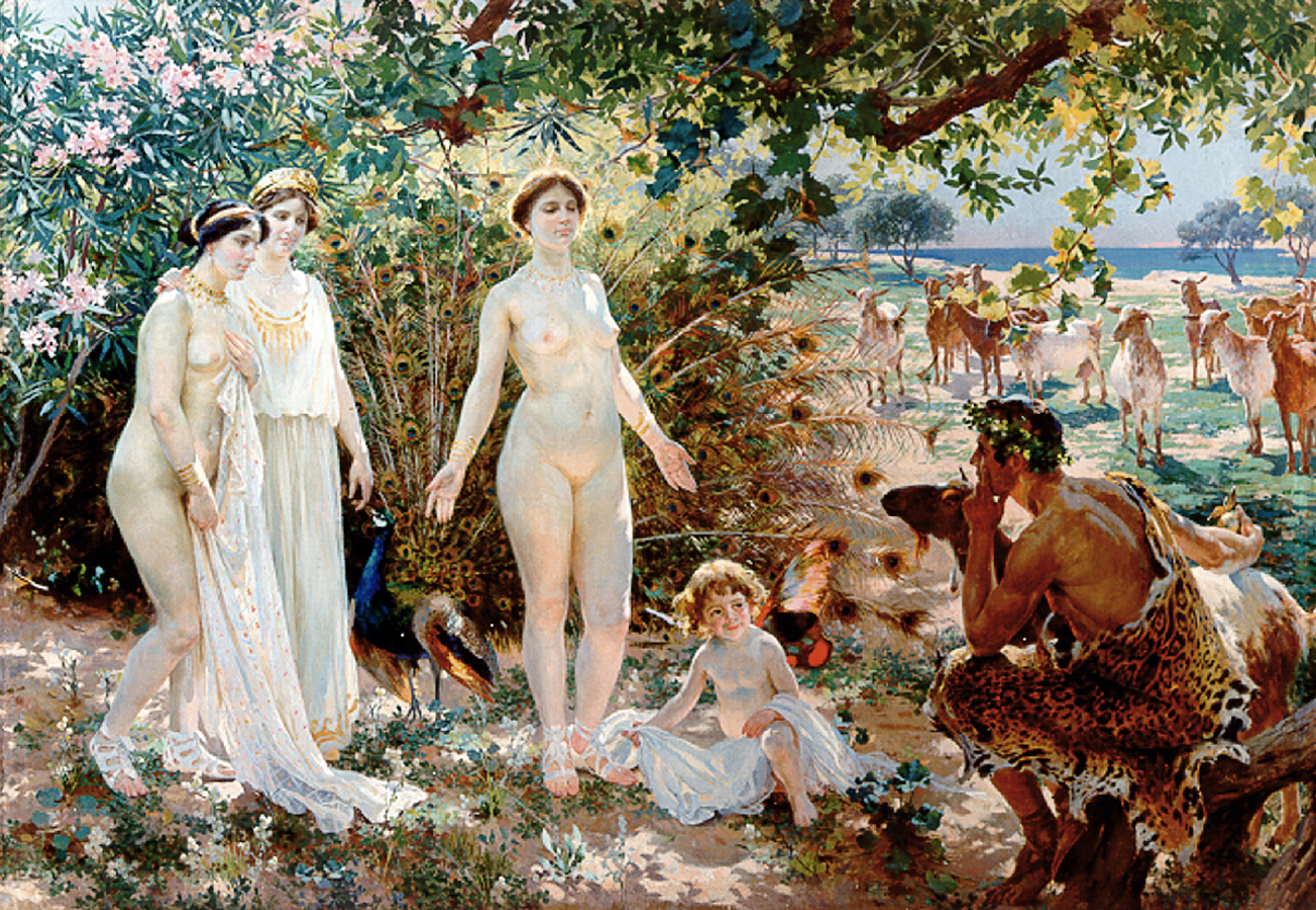
恩里克·西蒙奈画作《帕里斯的裁决》，1904 年。画中，帕里斯右手握着金苹果，若有所思地打量着众女神。

事发于英雄佩琉斯与女神忒提斯的婚宴。宙斯设宴庆祝，邀请了所有的神，但并未邀请不和女神厄里斯。认为自己受到了冒犯的厄里斯不请自来，她在宴会上留下一个金苹果，上面刻着：“ΤΗΙ ΚΑΛΛΙΣΤΗΙ”（希腊语: τη καλλίστη ti kallisti），意为“献给最美的人”。三位女神赫拉、雅典娜和阿佛洛狄忒因而产生纠纷，争持不下，她们要求宙斯评判谁可以获得这颗金苹果。宙斯不愿介入其中，转而让特洛伊的王子帕里斯做出裁决。帕里斯被认为是一位公正、诚信的裁决者：此前，帕里斯的公牛被公牛形态的战神阿瑞斯击败后，帕里斯毫不犹豫地将金冠授予了阿瑞斯。
宙斯把金苹果交给众神信使赫耳墨斯，让他转交到帕里斯手中，并告诉他，女神们会毫无争议地接受他的评判。为了得到苹果，三位女神脱掉衣服，向帕里斯展示自己的美丽。她们还分别试图贿赂帕里斯，向他许诺自己能够给予他的礼物：赫拉提出，可以让他成为整个欧洲和小亚细亚的王；雅典娜则为他提供战斗的智慧和技巧；阿佛洛狄忒则说，要使世界上最美丽的女人——斯巴达的海伦爱上他。帕里斯选择了海伦，将金苹果给了阿佛洛狄忒。但彼时海伦已经嫁给了墨涅拉俄斯国王，因此，帕里斯的决定继而引发了特洛伊战争，并最终摧毁了他自己和自己的城邦特洛伊。

### 赫拉与金苹果树
赫拉拥有一棵圣树，那是宙斯送给她的礼物。树上结的苹果全部由黄金制成，百头巨龙拉冬负责守卫圣树，以防金苹果被偷走。

## 爱尔兰神话中的金苹果
金苹果在爱尔兰传说中的记载语焉不详。据称，金苹果长在银枝上，银枝是与凯尔特异界相连的象征。

### 苹果枝
在爱尔兰神话故事《Echtra Cormaic》中，爱尔兰水神和异界守护者Manannán mac Lir拥有长着三颗金苹果的银枝，能够发出奇妙的音乐声。  但故事其他的版本中描述，这些“苹果”实际上是挂在银枝上的金红球， 并不是水果。   《爱尔兰语言词典》亦将这里的“苹果”定义为“音乐球”，而非“水果”。 
布兰·麦克·费拜尔在冒险故事《The Voyage of Bran》中记叙了“一棵神圣苹果树上长着开满花朵的银枝”，不过这个故事中并未确凿提到“金苹果”本身。此处的银枝来自一个叫作“Emain”的地方，后来的评论家将其解释为爱尔兰神话中海神Manannán mac Lir所统治的岛屿地区，名为Emain Ablach（古爱尔兰语，Ablach意为“水果/苹果”）；但在作家埃莉诺·赫尔所写的关于银树枝的专著中，除坐落于北爱尔兰的“Emain Macha”以外，此地名并无其他现实依据可考。 

### 图伊雷安的孩子们
在爱尔兰神话故事中，图伊雷安的儿子们（ Brian 、Iuchar 和 Iucharba）要向光明神鲁格缴纳赔偿贡品，金苹果就是其中的一样。据说金苹果味道甜美，有治愈的力量，食用后分量不减，还可以单独执行任务，再回到主人身边。 

## 音乐作品
理查德·瓦格纳编写的歌剧系列作《尼伯龙根的指环》中，金苹果有单独一段主导动机旋律。歌剧的开幕由巨人法夫纳这一角色演唱，向他的兄弟法索尔特解释必须从众神手中夺走弗雷亚的原因。
俄罗斯作曲家斯特拉文斯基根据俄罗斯民间传说改编的芭蕾舞剧《火鸟》中，男主角伊凡王子进入一个花园，花园里有十三位年轻的公主，正围着一棵金苹果树玩耍。

## 童话故事

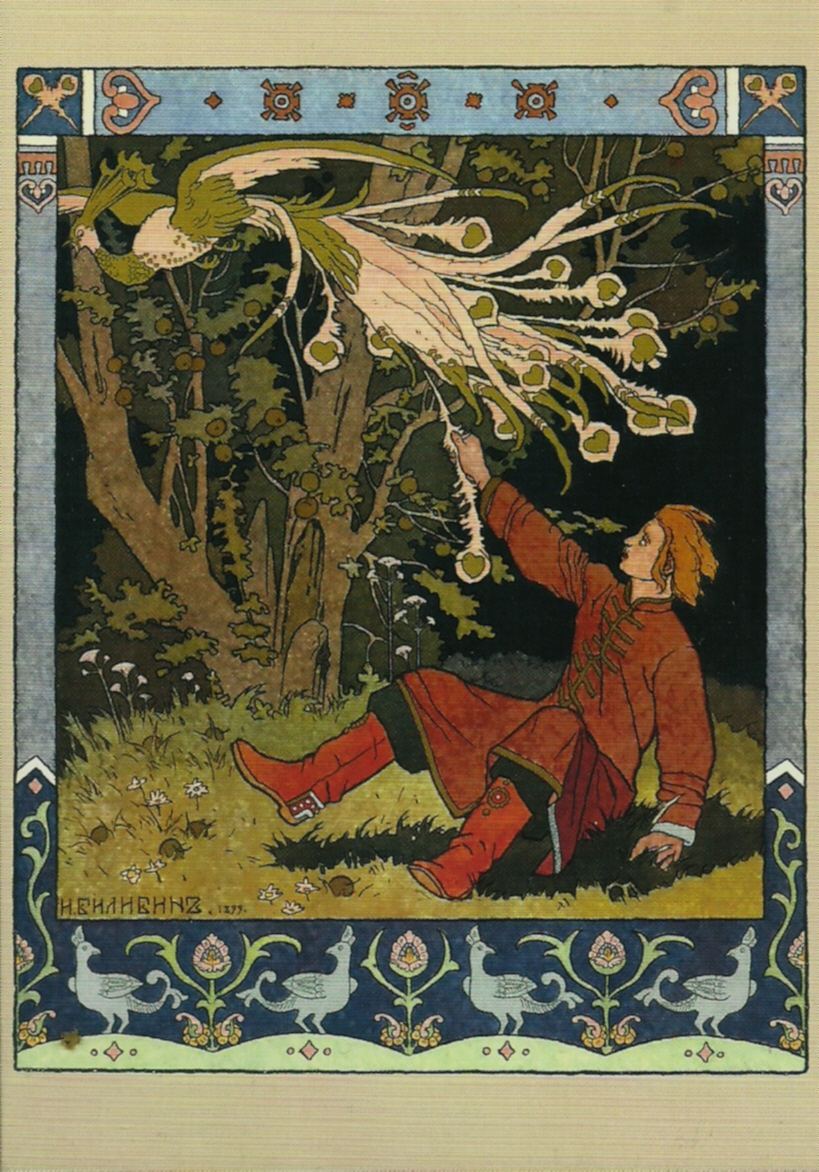
俄罗斯童话《伊凡王子、火鸟和灰狼》中，伊凡王子抓住了试图偷金苹果的火鸟

诸多欧洲童话故事中，都有鸟儿从国王那里偷走金苹果的情节：
- 《伊凡王子、火鸟和灰狼（英语：Tsarevitch Ivan, the Firebird and the Gray Wolf）》（俄罗斯）
- 《金鸟（英语：The Golden Bird）》（德国）
- 《金人鱼》（罗马尼亚）
- 《九只孔雀与金苹果（英语：The Nine Peahens and the Golden Apples）》（塞尔维亚）
- 《勇者普拉斯利亚与金苹果（英语：Prâslea the Brave and the Golden Apples）》（罗马尼亚；故事中并非鸟，而是一种类龙的奇妙生物Zmeu盗走了金苹果 ）
- 《三兄弟与金苹果》（保加利亚，故事中并非鸟，而是一条龙Slavic dragon（英语：Slavic dragon）盗走了金苹果 ）
- 《白蛇（童话）》（德国）

## 现代文学
威廉·巴特勒·叶芝的诗歌《流浪的安格斯之歌》中，有诗句如下：
我一定会找到她的踪迹
亲吻她的唇，握住她的手；
漫步在长长的斑驳的草地上，
直到时光流逝、岁月流转
月亮的银苹果，
太阳的金苹果。
格雷戈里夫人著有戏剧《金苹果：基尔塔坦儿童剧》，一部根据爱尔兰神话和民间传说而编写的寓言故事，以基尔塔坦的方言写成。
美国作家尤多拉·韦尔蒂于 1949 年出版了第四部短篇小说集，其标题为《金苹果》。小说集中的故事相互关联，以虚构的密西西比州莫甘纳小镇居民为中心。
大卫·米切尔于 2014 年出版的第六部小说《骨钟》的高潮中，金苹果作为至关重要的元素出现。

## 狄斯科蒂亚信仰（不和谐主义）
当代宗教狄斯科蒂亚信仰借鉴了女神厄里斯的金苹果作为意象，即“不和的苹果”。如上所述，厄里斯因为没有收到邀请，用金苹果引发了奥林匹斯女神之间的冲突，进而导致特洛伊战争。 金苹果可以看作一个恶作剧的隐喻，旨在引起目标认知失调。

## 其他语言中的“金苹果”

### 摩洛哥坚果
迈克尔·胡布纳 (Michael Hübner) 认为，摩洛哥苏斯山谷特有的摩洛哥坚果树的果实，很可能就是赫斯珀里得斯果园里的金苹果：因为此地与亚特兰蒂斯和赫斯珀里得斯果园的古典文献中的描述最为接近；并且，这种果实看起来像小金苹果，有着类似于烤苹果的香气。此外，果实的种子可以榨成摩罗哥坚果油，这种特性与柏拉图对亚特兰蒂斯果实的描述一致：“这些果实可以提供液体、固体食物和油膏”；这种树木的树皮和荆棘还酷似爬行动物的皮肤，可能神话中的金苹果守护者巨龙拉冬便是由此衍生。 

### 橙子
在许多语言中，橙子又被称为“金苹果”。例如，希腊语中的“χρυσομnλιά”和拉丁语中的“pomum aurantium”都将橙子字面描述为“金苹果”。其他语言中，如德语、芬兰语、希伯来语和俄语，“橙”一词的词源更为复杂，也可追溯到类似的构词。 
后来人们认为神话中的“金苹果”实际上可能是橙子，在中世纪前的欧洲和地中海地区，橙子鲜有人知。基于这个假设，所有柑橘类植物的希腊语植物学名称均为Hesperidoeidē （Ἑσπεριδοειδῆ，“hesperidoids”）。瑞典植物学家卡尔·林奈也使用了这个词，他将柑橘属上位的目命名为为“Hesperides”，暗指赫斯珀里得斯果园的金苹果，并且沿用在了柑果（Hesperidium）一词中，指代柑橘和其他一些植物的果实。
许多故事认为橙子是神奇的水果，因为与其他水果不同，橙子会同时开花和结果。

### 榅桲
“金苹果”一词常常用来指榅桲，一种原产于中东的水果。 

### 番茄
番茄在古代希腊人中并不为人所知。意大利语中称番茄为“ pomodoro ”，意为“金苹果”（来自pomo d'oro ）。

## 流行文化
《我的世界》 、 《宝可梦：不可思议迷宫》 、 《刺客信条系列》和《你好，邻居》等游戏中亦出现了金苹果道具。电视节目《世界童话》中，“金苹果树”一集围绕岛上的金苹果树展开：一位老人请三兄弟乘船到岛上，谁能给他取来金苹果，谁就能娶到他的女儿。 
儿童木偶剧《Fraggle Rock》剧集“Red's Blue Dragon”中，也出现了金苹果，和神话中一样，由一条龙守护着。
《假面骑士铠武》 （日本IP“假面骑士”系列，2014-2015 ）中亦有出现金苹果。
电影《雷霆沙赞！众神之怒》中出现了金苹果，作为生命之树的种子。 

## 相关链接
- 苹果跟橘子
- 禁果
- German Apples Front（英语：German Apples Front）
- 太阳的金苹果（英语：The Golden Apples of the Sun）
- 柑果
- 伊登
- 南赡部洲
- 金冠苹果（英语：Golden Delicious）

## 备注
1. ↑  This tale exists in several manuscripts of the fourteenth and fifteenth centuries; i. e. Book of Ballymote, and Yellow Book of Lecan, as edited and translated by Stokes, in Irische Texts, III. i. 183–229; cf. Voy. of Bran, i. 190 ff.; cf. Le Cycle Myth. Irl., pp. 326–33.
2. ↑  Book of Fermoy version.
3. ↑  The "apples" are also of "red gold" in Standish H. O'Grady's version,[1] also reprinted in condensed form by Jacobs,[2] and in the retelling by Lady Gregory.[3]